# 纏足

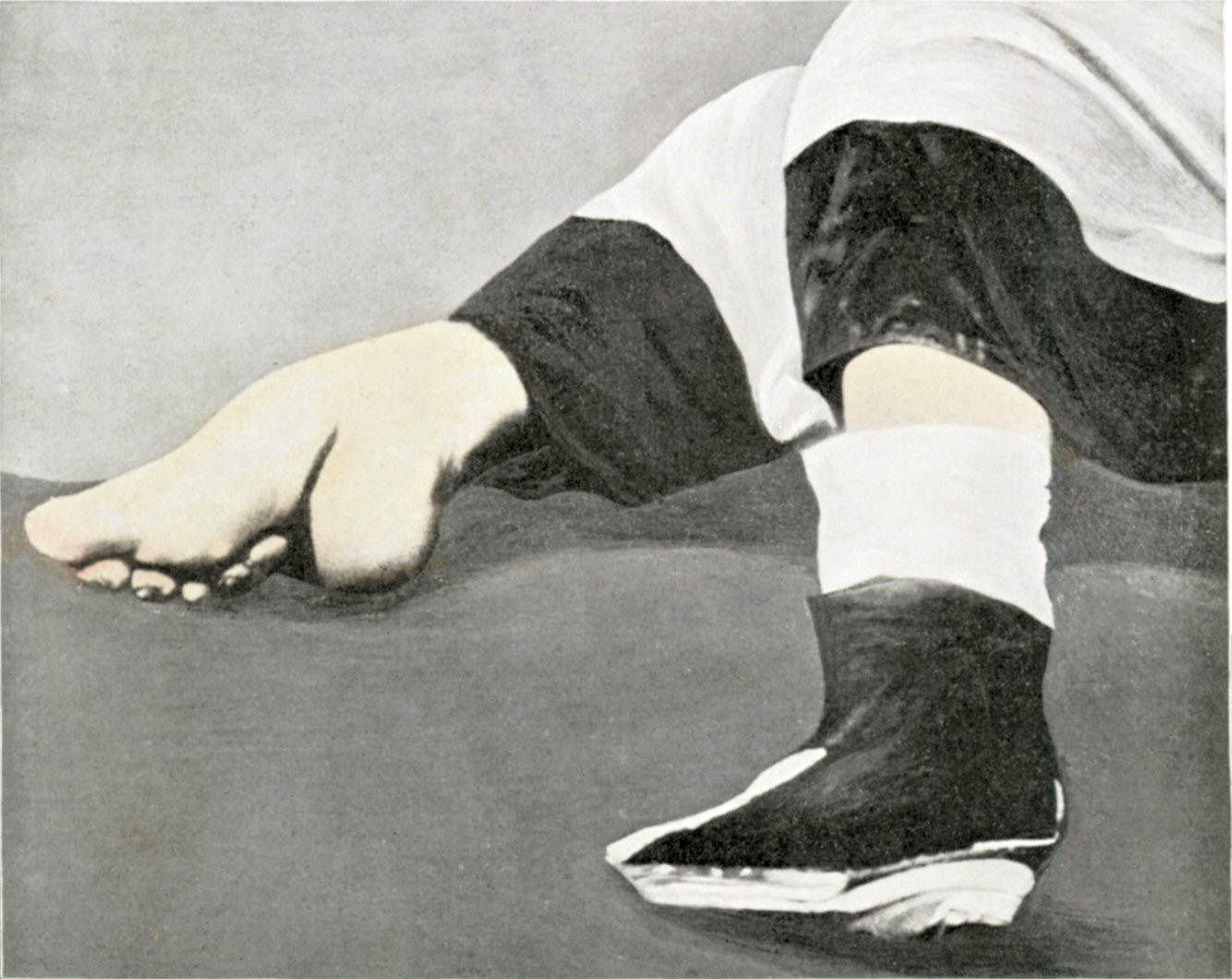
纏足した足、左足は纏足用の靴を履いている

纏足（てんそく）は、幼児期より足に布を巻かせ、足が大きくならないようにするという、唐の末期から辛亥革命ごろまで中国で女性に対して行われていた風習。現代の中国では「小脚」（シァオジァオ）とも呼ばれる。

## 概要
当時の文化人は女性の小さい足を「金のハス」に例えるなど美の対象と考えており、人工的に小さくする施術が考案された。具体的には幼少期から足の親指以外の指を足の裏側へ折り曲げ、布で強く縛って足の整形（変形）を行うことで、年齢を重ねても足が小さいままとなる。理想的な大きさは三寸（約9cm）でありこれを「三寸金蓮」と呼び、黒い髪、白い肌と共に美しい女性の代名詞となった。
小さく美しく装飾を施された靴を纏足の女性に履かせ、その美しさや歩き方などの仕草を楽しんだようである。また、バランスをとるために、内股の筋肉が発達するため、女性の局部の筋肉も発達すると考えられていた。足が小さければ走ることは困難となり、そこに女性の弱々しさが求められたこと、それにより貴族階級では女性を外に出られない状況を作り貞節を維持しやすくしたこと、足が小さいがために踏ん張らなければならず、そこに足の魅力を性的に感じさせやすくした。
時代によっては見合いの席で足の大きさを尋ねることもあり、纏足を施していない女性は結婚が難しかったという。
纏足は男性の性欲を駆り立てるものであり、女性は夫や恋人以外の男性には纏足を決して見せることはなかった。男性は纏足女性の足の指の間にアーモンドをはさんで食べたり、足の指の間にはさんだ器の酒を飲んだりした。文人墨客の間では纏足の妓女の靴に酒を注いで飲む「行酒」という遊びが流行したこともある。
纏足で歩行が困難となるため、貴族の女性は侍女がつきっきりとなるが、家事や農作業を自ら行う庶民では苦痛に見舞われた。農村部では娘に機織りや刺繍など長時間座ったままの仕事をやらせる目的もあった。
唐の末期に始まったが、清の時代には不健康かつ不衛生でもあることから皇帝がたびたび禁止令を発した。しかし、すでに浸透した文化であったために効果はなく、行われなくなったのは辛亥革命ごろである。
中国大陸からの移住者が多く住んでいた台湾でも纏足は行われていたが、日本統治時代初期に台湾総督府が辮髪・アヘンとならぶ台湾の悪習であると位置づけ、追放運動を行ったため廃れた。なお、客家人の女性は働くことが奨励されていたため纏足をせず、「大足女」と揶揄されていた。

## 施術方法
女の子が3歳から4歳になると木綿の布で足を縛り、発達を抑えるようになる。発熱するため、施術は秋に行われるのが多かった。親指を除く4本の指は内側に曲がり夜も寝られないほどの苦痛を伴いながらも、縛り直す時を除き縛ったままである。痛みを緩和するためアヘンを吸わせた。
第1段階では親指以外の4本の指を内側に曲げ、第2段階で足の甲を前に伸ばさず縦に曲げていく。約2年かけるので、足のやわらかい幼少の頃に変形させるのである。その後も縛り続け、3日に1度消毒することなどが生涯にわたって行われ、その形状はハイヒールによく似た形となった。

## 歴史
一説では南斉から纏足が行われたとも言われているが、一般には南唐の李煜が足の細い女性を好んだことから始まったとする説も有力である。その南唐を滅ぼし、一応の全国統一を果たした北宋以降、徐々に普及が始まった。元末明初に記された『輟耕録』（てっこうろく）の巻10に、「如熙寧元豊以前人猶為者少。近年則人人相効、以不為者為恥也」（訳：「熙寧（きねい、北宋神宗の年号、1068年 - 1077年）、元豊（げんぽう、同じく北宋神宗の年号、1078年 - 1085年）以前は少なかったが、近年では人々が互いに（纏足の習慣を）真似しあうようになり、そうでないのを恥とする」）と書かれている。その他の資料や、アラブ人や西洋人の見聞録などから、北宋より流行しだし、元末明初に盛んになったようである。流行しだした頃は、漢民族にとっては異民族の侵入などで民族主義的な儒教が発達した時期でもあった。北宋の后が始めたとの説があるが、華南よりは華北によりその傾向があり、次第に農村部にまで拡大したようである。少数民族や女真族（満州族）にはその傾向がなかったものの憧れの対象であり、「旗靴」と呼ばれる不安定な靴を履いて歩き方を真似ることもあった。
女真族の建てた清朝が纏足禁止令を出しても止めようがなく、結局、義和団の乱以後の近代国家への動きの中で反対運動が起こり、まずは都市部で罰則との関係で下火になった。しかし隠れて行われ、中国全土で見られなくなるのは第二次世界大戦後のこととなる。最終的に絶えた理由として、文化大革命で反革命的行為と見なされたこともある。このため、現在でも70歳以上の老人に一部見受けられる。

## 西洋の足
纏足ほど極端なものではないが、ヨーロッパでも、大きな足は労働者階級のものという認識があり、貴族階級では小さな足が好まれた。特に17世紀、ヨーロッパでバレエが流行・定着して以降は、トウシューズによって小さくなった足は、貴族の証となっていく。人によっては、冷水に足を浸けて小さい靴に無理矢理足を入れていた。

## ギャラリー

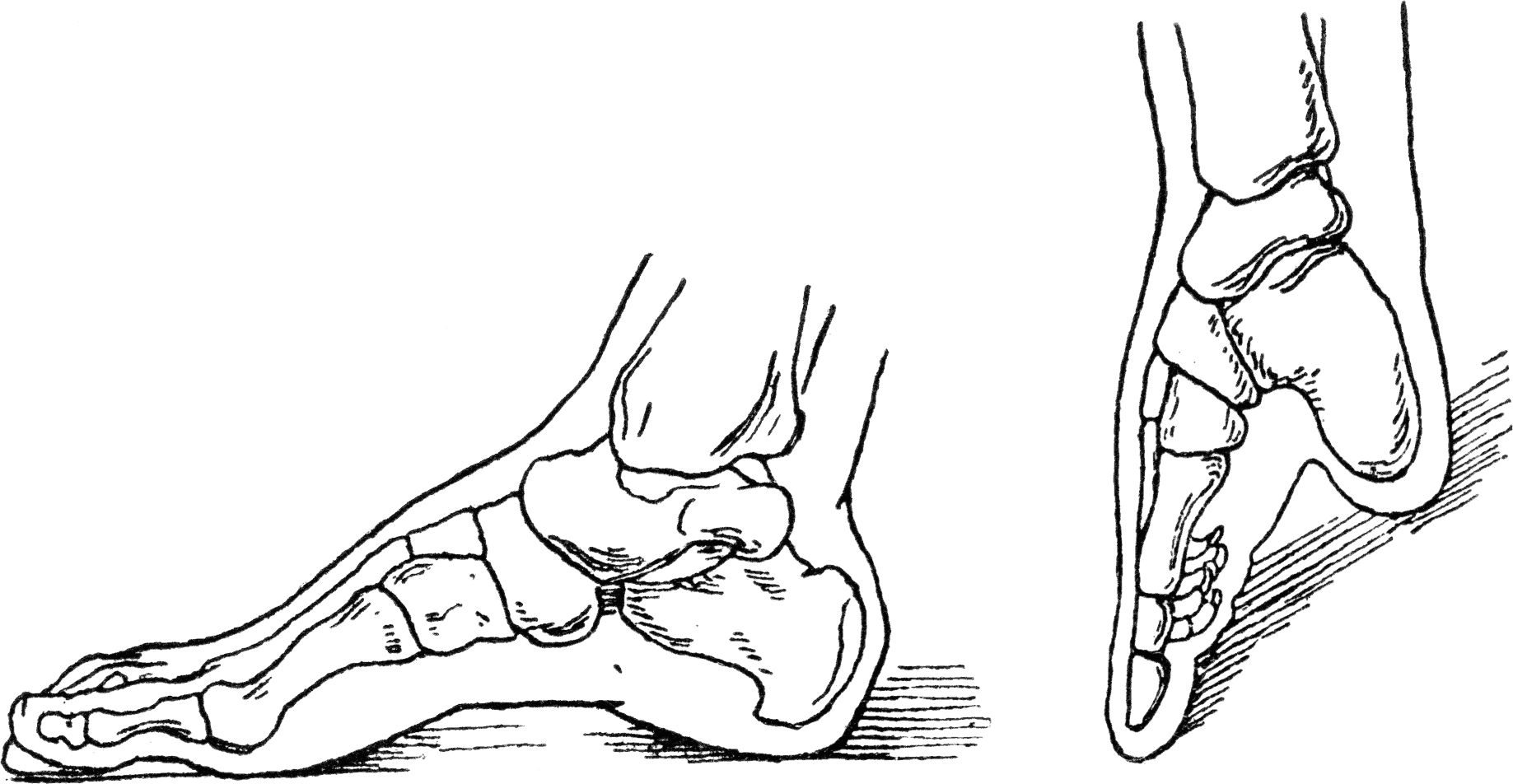
普通の足との比較
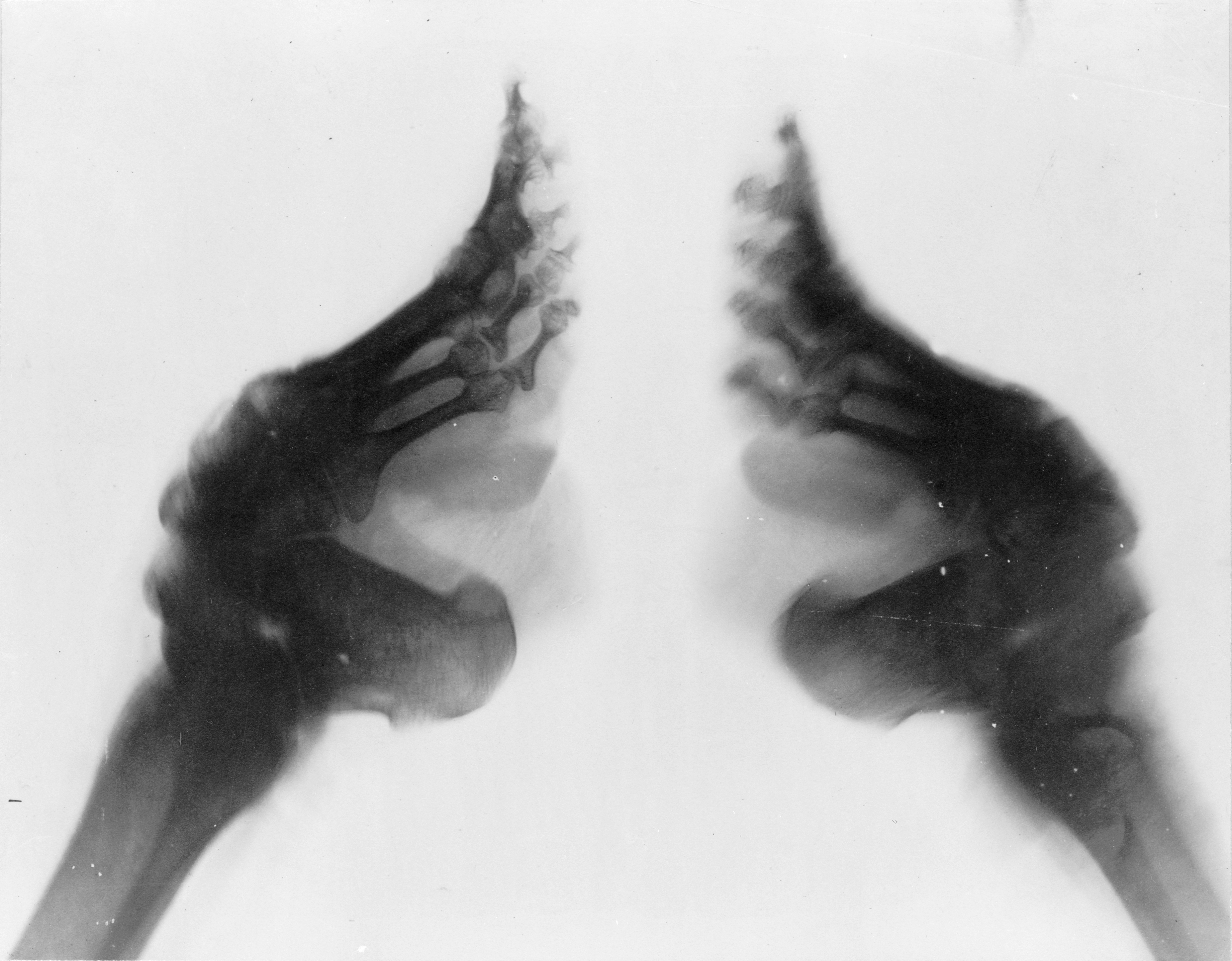
纏足した足のレントゲン写真
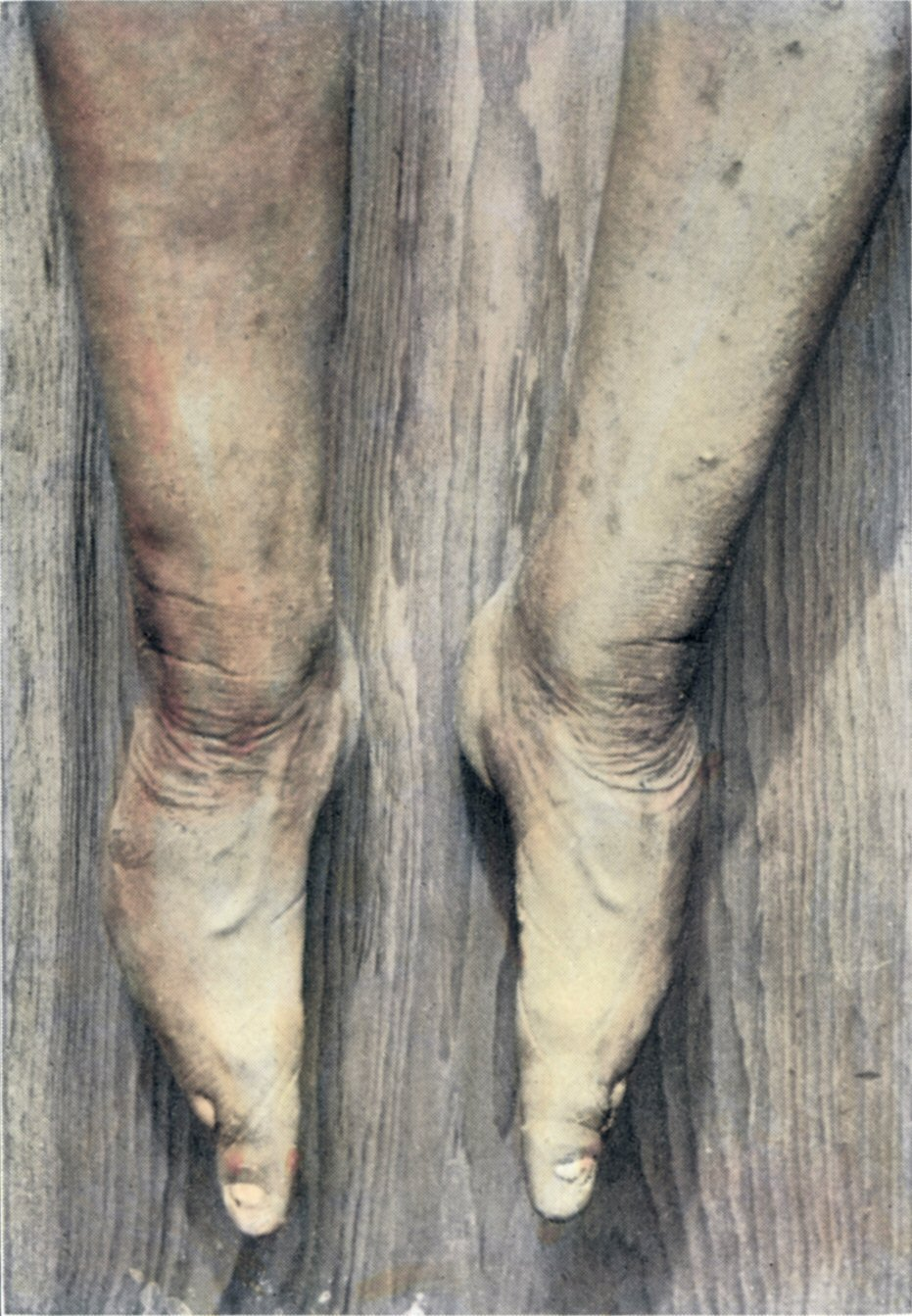
正面から撮影した纏足した足
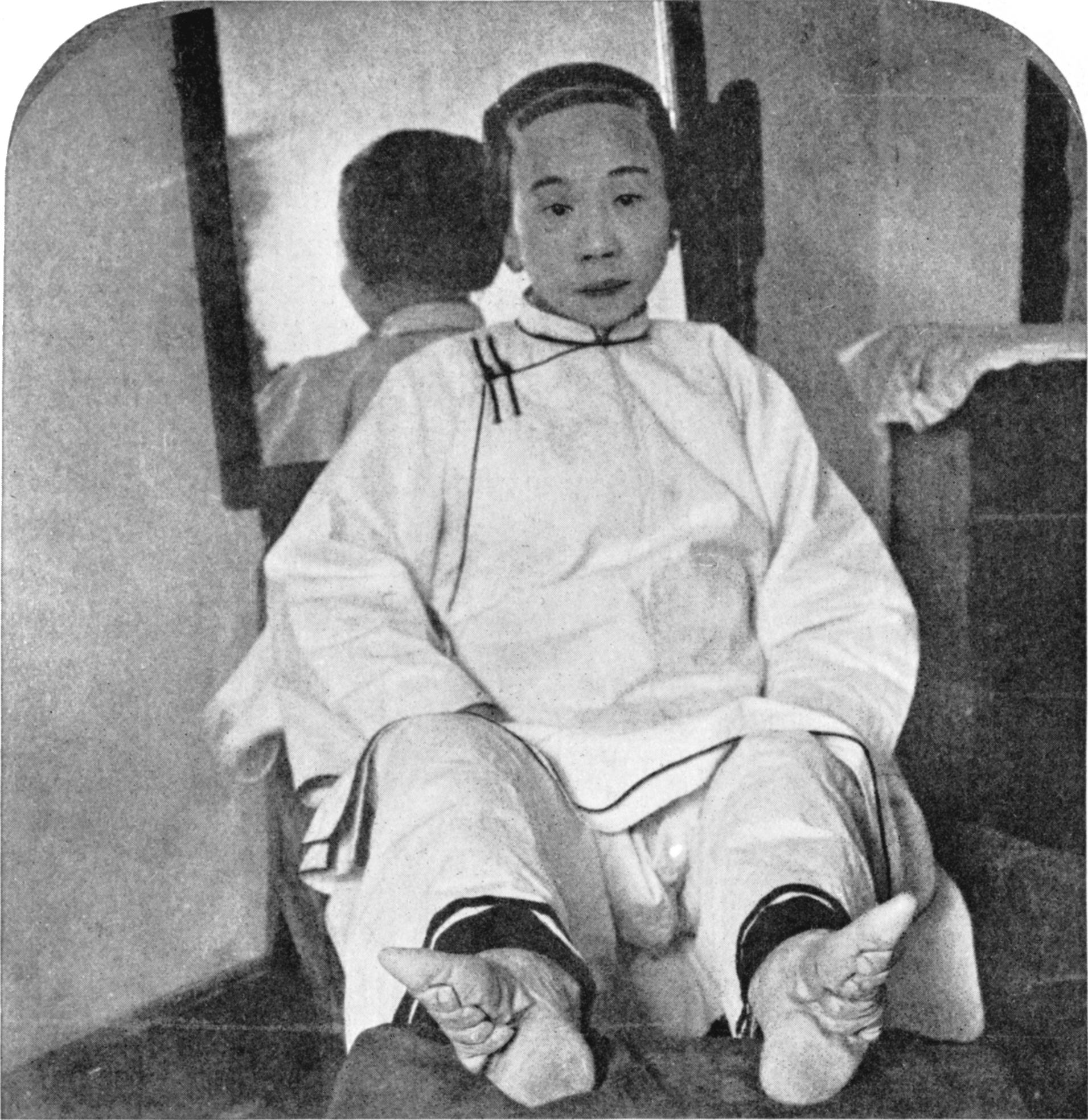
纏足した女性
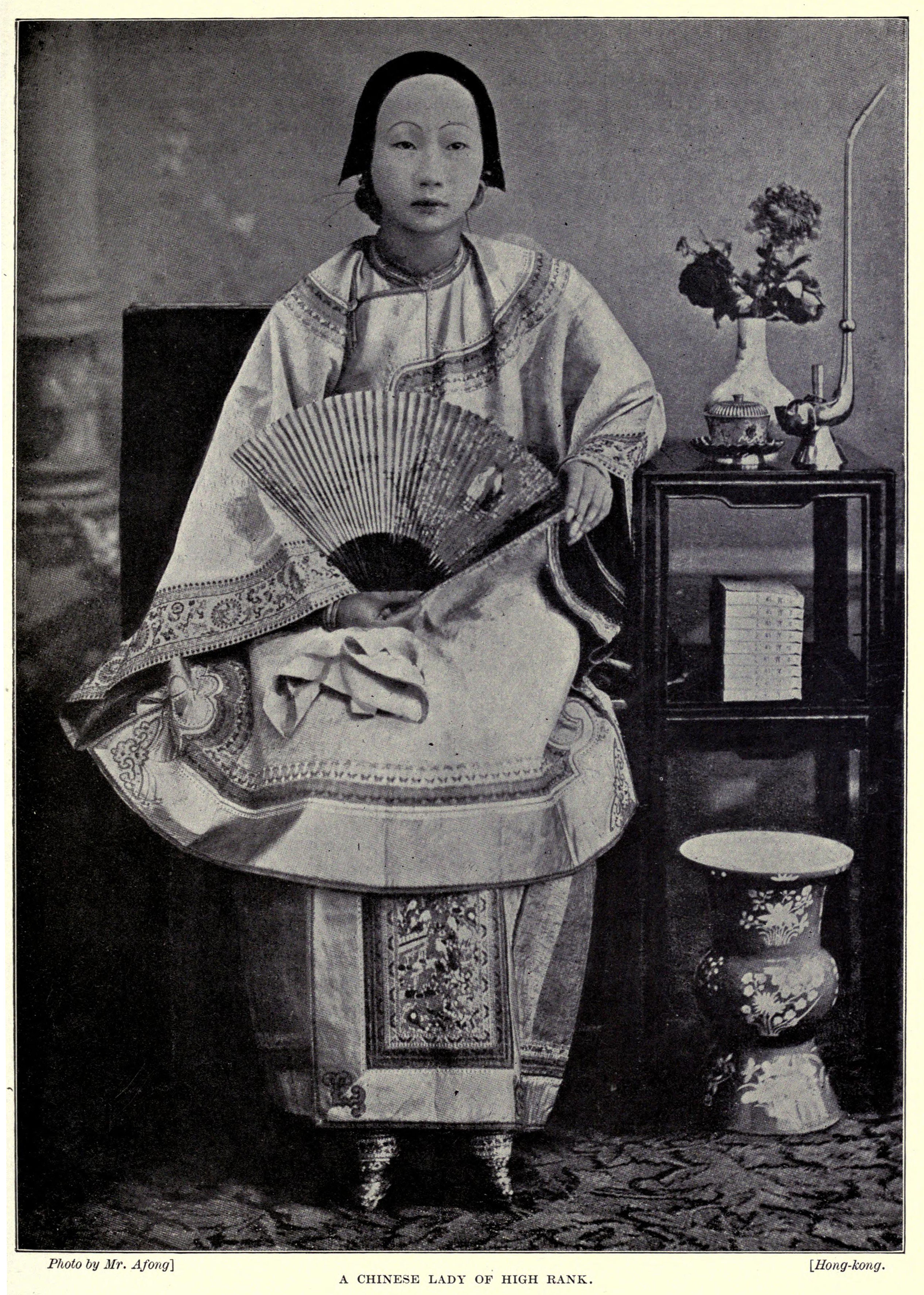
纏足した女性の衣装
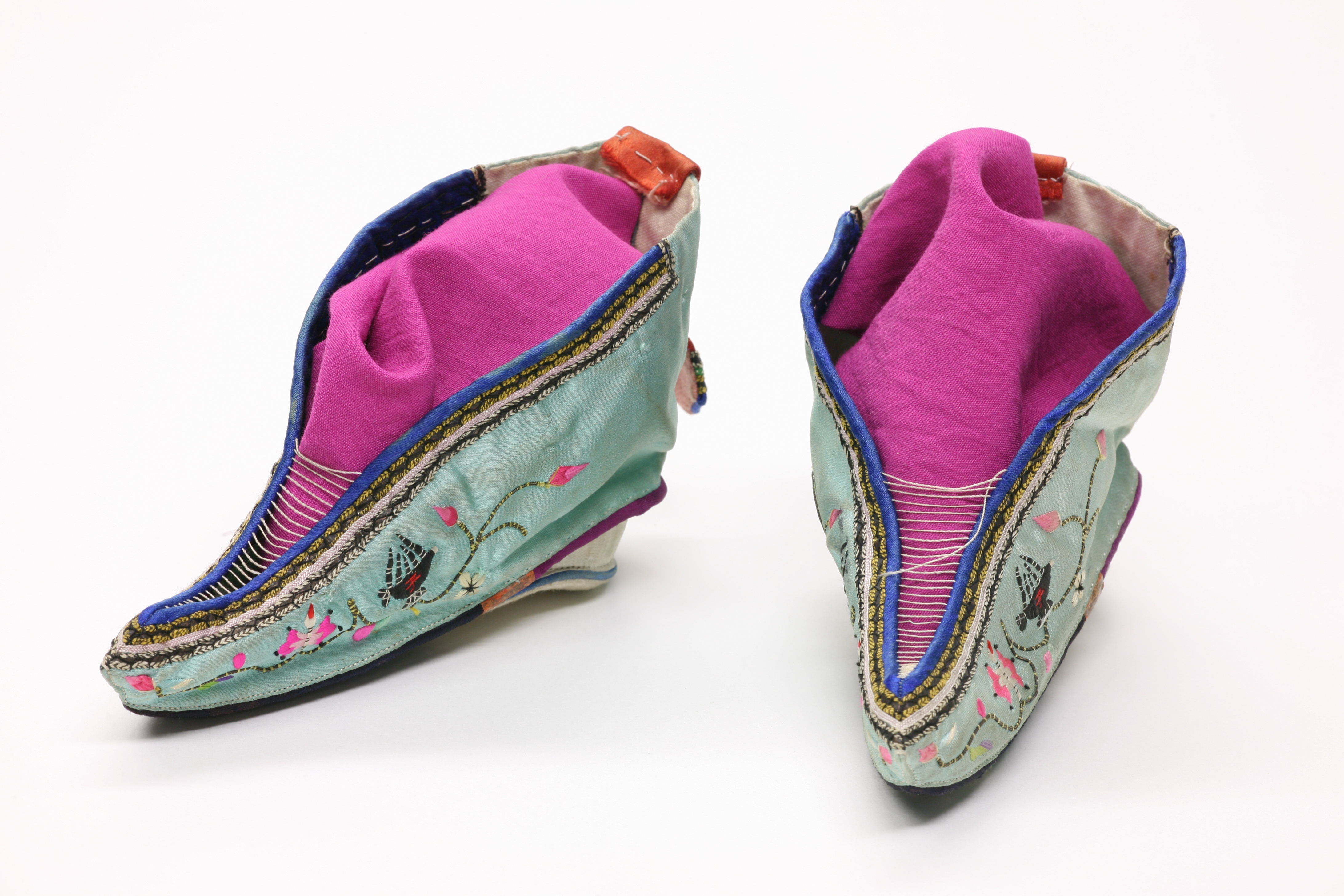
纏足した女性用の靴